# Thymus sokolovii
Thymus sokolovii — вид рослин родини глухокропивові (Lamiaceae), ендемік Росії (Хабаровськ).

## Опис
Листки коротко черешкові, еліптичні, 2–8 мм, цілі, щільно коротко волосаті. Суцвіття головчасте; чашечка 4–5 мм, темно-бузкова, коротко волосата, чашолистки ланцетні, війчасті; квітки рожево-бузкові.

## Поширення
Ендемік Росії (Хабаровськ).